# 爛漫!モトどる3人娘
『爛漫!モトどる3人娘』（らんまん モトどるさんにんむすめ）は、テレビ東京系列局ほかで放送されていたテレビ東京とホリプロによる共同製作のバラエティ番組である。全19回。テレビ東京系列局では2004年4月12日から同年8月23日まで放送。

## 放送時間
いずれも日本標準時、テレビ東京系列局での放送時間。
- 月曜 19:00 - 19:53 （2004年4月12日 - 2004年6月28日） - 初回は20:54までの2時間スペシャルで放送。
- 月曜 19:00 - 19:57 （2004年7月5日 - 2004年8月23日）

## 出演者

### 司会
- 榊原郁恵
- 井森美幸『徳光和夫の情報スピリッツ』から続投。
- 山瀬まみ

### ナレーター
- 荒川美奈子[1]